# Gerard Keller

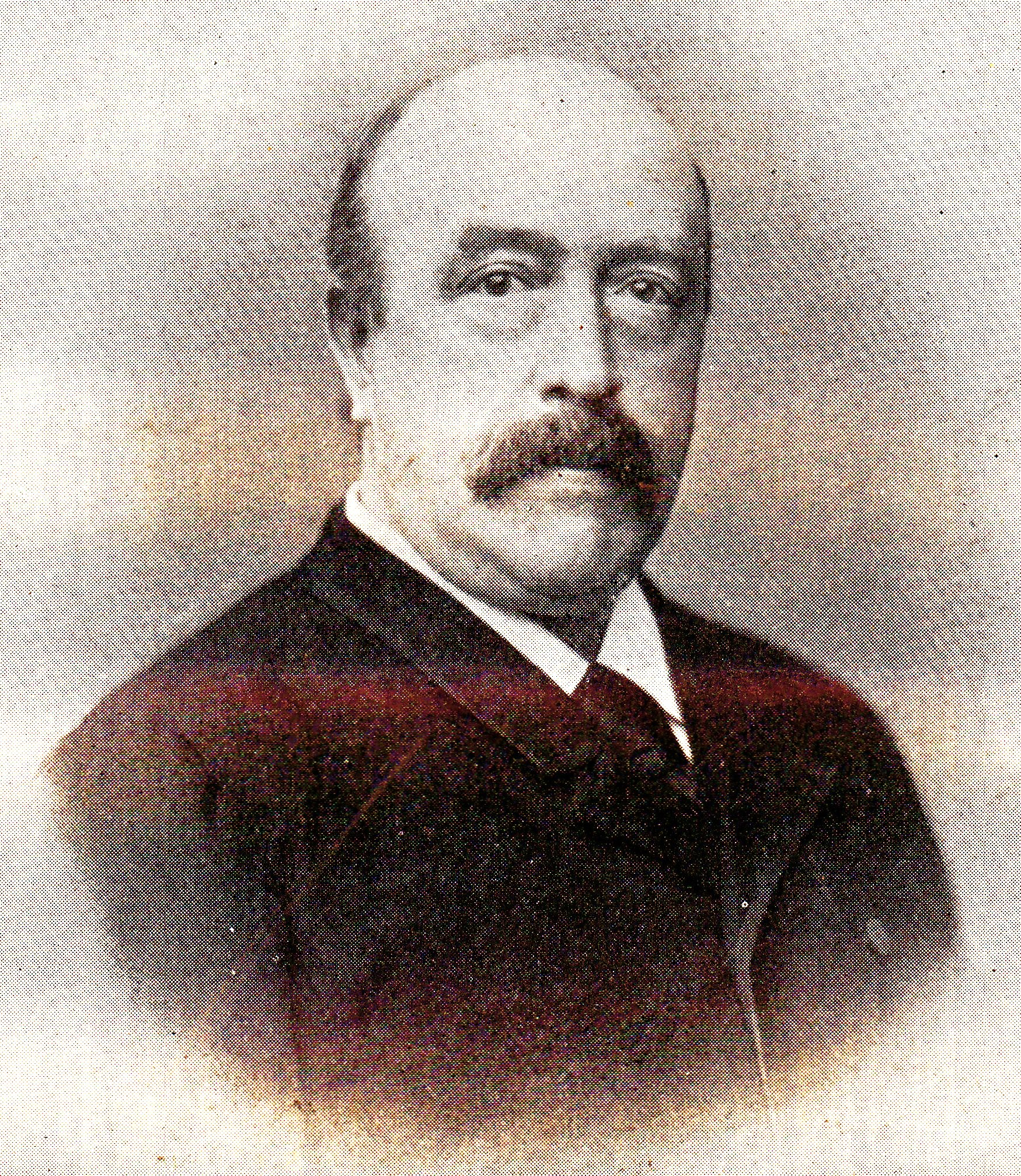

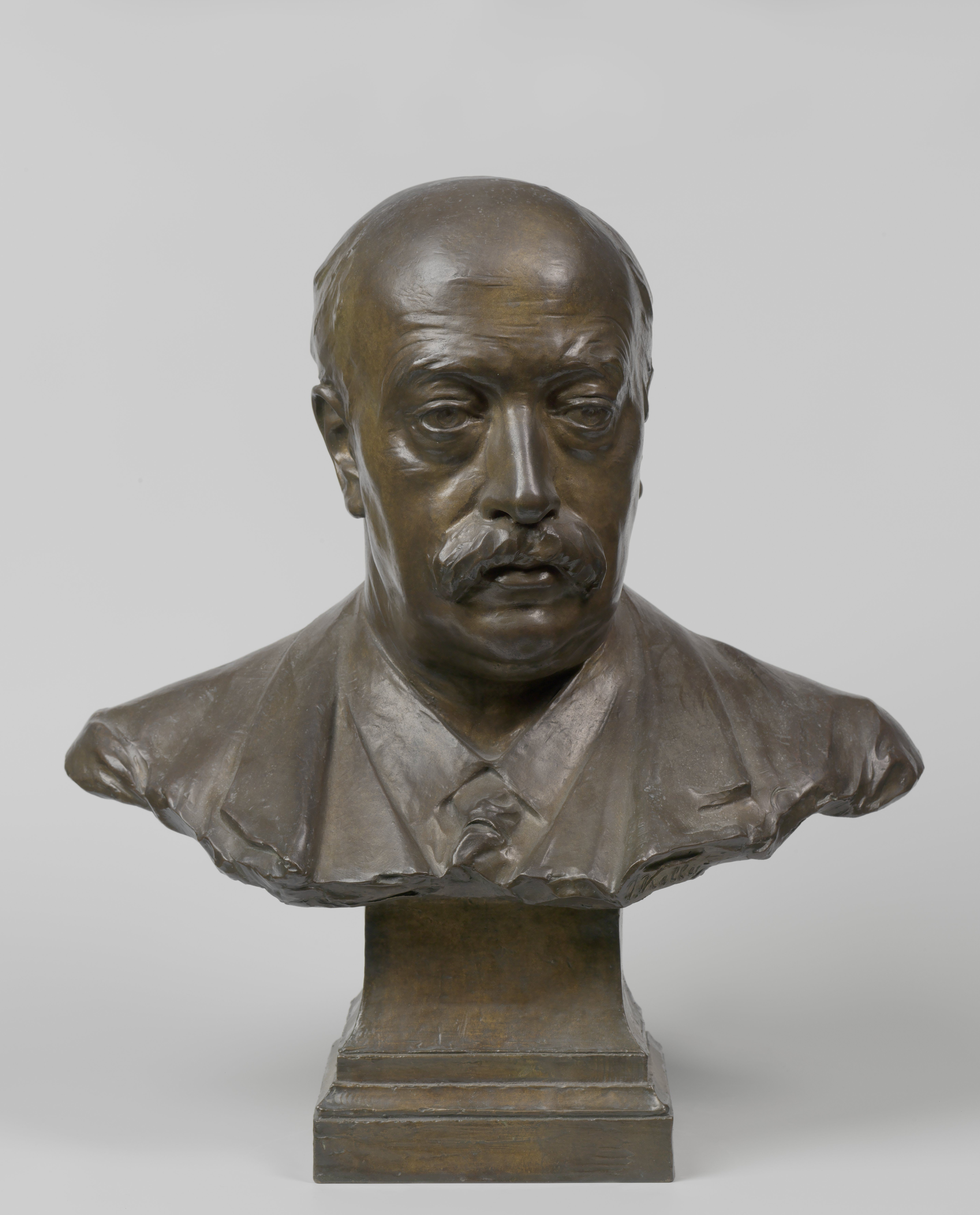
Buste van Keller, gemaakt door zijn zoon Johan Keller, collectie Rijksmuseum Amsterdam.

Gerard Keller (Gouda, 13 februari 1829 – Arnhem,  10 januari 1899) was redacteur van de Arnhemsche Courant, werkte mee aan vele verschillende tijdschriften en bladen, schreef boeken en toneelstukken en werkte als vertaler.

## Biografie
Geboren in Gouda, verhuisde hij met zijn ouders in 1830 naar Den Haag. Na het gymnasium werd hij student aan de Delfsche Academie. Nadat hij vele beroepen had geprobeerd, waaronder heelmeester, predikant, ingenieur, architect, handelsman of beambte bij een gasfabriek, werd hij uiteindelijk aangenomen in 1850 als stenograaf bij de Kamers der Staten-Generaal. In 1864 werd hij redacteur bij de Arnhemsche Courant.
Hij was redacteur van De Tijdstroom van 1851 tot '60, en van 1860 tot '64 mede-redacteur van De Nederlandsche Spectator, van 1865-1868 van De Geldersche Volksalmanak, in 1877 van De Geïllustreerde bibliotheek voor jonge lieden, van 1877 tot '88 van de Kunstkroniek, van 1875 tot nog toe van Voor 't jonge volkje, en van 1881 tot '82 van Het Zondagsblad voor 't Jonge Nederland. Bovendien vertaalde hij veel boeken uit het Frans en het Duits, waaronder het bekende Alleen op de wereld in 1880.